# برایان مارچمنت
برایان مارچمنت (انگلیسی: Bryan Marchment; ۱ مهٔ ۱۹۶۹ – ۶ ژوئیهٔ ۲۰۲۲) بازیکن هاکی روی یخ اهل کانادا بود.
از باشگاه‌هایی که در آن بازی کرده‌است می‌توان به تمپا بی لایتنینگ، کلگری فلیمس، تورنتو میپل لیفز، و ادمونتون اویلرز اشاره کرد.